# ميغيل دياز
ميغيل دياز (بالإسبانية: Miguel Diaz)‏ (1952 بالأرجنتين - ) هو ملاكم أرجنتيني.

## روابط خارجية
- ميغيل دياز على موقع بوكس ريك (الإنجليزية) (registration required)